# Nathan Milstein
Nathan Milstein   (Odessa, 11 de desembre de 1902 (Julià) - Londres, 21 de desembre de 1992), nom complet amb patronímic Natan Mirónovitx Milstein, rus: Ната́н Миро́нович Мильште́йн, nascut Nussin Méerovitx Milstein, rus: Ну́син Ме́ерович Мильште́йн fou un violinista rus d'origen jueu nacionalitzat estatunidenc.
Considerat com un dels millors violinistes del segle xx, Milstein va ser especialment reconegut per les seves interpretacions de les sonates i partites de Bach i per obres del període romàntic. Va tenir una carrera molt llarga, ja que no es va retirar fins als 83 anys, per una fractura a la mà.

## Biografia
Milstein va néixer a Odessa, en aquella època part de l'Imperi Rus, a l'actual Ucraïna. Era el quart fill de set germans d'una família jueva de classe mitjana sense cap antecedent musical. Va ser gràcies a un concert de Jascha Heifetz, llavors amb tan sols 11 anys, que els seus pares van decidir que Nathan comencés a estudiar violí. Així doncs, amb set anys va començar estudiar amb l'eminent pedagog Piotr Stoliarski, que també fou el mestre del famós violinista David Óistrakh.
Als 11 anys, Milstein va ser convidat a entrar al Conservatori de St. Petersburg amb Leopold Auer. Milstein recordava:
Qualsevol nen que tenia el somni de tocar millor que els altres nens volia estudiar amb Auer. Era un home talentós i un gran mestre. Jo anava dues vegades a la setmana a fer classes al conservatori, i a cada classe vaig tenir unes quaranta o cinquanta persones d'oïents. HI havia dos pianos a l'aula i teníem pianista acompanyant. Quan Auer estava malalt, em demanava que anés a casa seva.
Milstein també va estudiar amb Eugène Ysaÿe a Bèlgica. A la pel·lícula de Christopher Nupen, Nathan Milstein – In Portrait, Milstein deia que no va aprendre pràcticament res amb Ysaÿe però va gaudir enormement de la seva companyia. En una entrevista a High Fidelity el 1977, va dir: "vaig començar a estudiar amb Ysaÿe el 1926 però ell mai es va fixar massa en mi. Segurament ja em va anar bé que fos d'aquesta manera. Vaig haver de pensar per mi mateix."
Milstein va conèixer Vladimir Horowitz i la seva germana pianista Regina el 1921, en un recital a Kíev, i ells el van convidar a prendre el te a casa dels seus pares. Milstein, més tard, deia:, "vaig anar-hi per a prendre el te i m'hi vaig quedar tres anys." Milstein I Horowitz van tocar junts, com a "nens de la revolució", per tota la Unió Soviètica, d'on va sorgir una forta amistat per a tota la vida. El 1925, van anar de gira fent concerts per Europa Occidental junts.
El seu debut a Amèrica va ser el 1929, juntament amb Leopold Stokowski i l'Orquestra de Filadèlfia. Finalment es va establir a Nova York i va nacionalitzar-se americà. Tot i així, va seguir anant de viatge per Europa.
Milztein va arranjar diverses obres per a violí, i va compondre les seves cadències per a diversos concerts de violí. Es diu que estava obsessionat amb l'articulació perfecta de cada nota i passava llargues estones buscant diferents digitacions per tal que els passatges fossin el màxim d'articulats. Una de les seves composicions més conegudes és Paganiniana, un conjunt de variacions sobre diversos temes de les obres de Niccolò Paganini.
El 1968 li va ser atorgada la Legió d'Honor de França, i va rebre un Grammy pel seu enregistrament de les Sonates i Partites de Bach el 1975. També va ser honorat pel "Kennedy Center", pel president Ronald Reagan.
La seva última actuació va ser a Estocolm el juliol de 1986. Aquest recital va ser enregistrat i mostra l'excepcional tècnica que mantenia als 82 anys. Una caiguda poc després va provocar-li una fractura a la mà esquerra, fet que va posar fi a la seva carrera.
Després de tocar amb diversos violins en els seus primers anys, el 1945 Milstein va adquirir l'Stradivari Goldman, de 1716, el qual va utilitzar la resta de la seva vida. Va rebatejar aquest Stradivari com "Maria Teresa" en honor de la seva filla Maria (actualment muller de Marchese GiovanAngelo Theodoli-Braschi, Duc de Nemi, descendent del Papa Pius VI) i la seva muller Therese. També va tocar l'Stradivarius de 1710 ex"Dancla" durant un curt període.
Al final dels anys 80, Milstein va publicar les seves memòries, Des de Rússia a l'oest, on parla de la seva vida de constants actuacions i vida social, i de compositors com Aleksandr Glazunov, Serguei Prokófiev, Serguei Rakhmàninov i Ígor Stravinski i directors com Arturo Toscanini i Leopold Stokowski, totes persones a les quals coneixia personalment. També parla dels seus amics, el pianista Vladimir Horowitz, el violoncel·lista Gregor Piatigorsky i el director de ballet George Balanchine, així com d'altres violinistes com Fritz Kreisler i David Óistrakh.
Va portar a terme diverses master class en les quals entre els seus molts alumnes tingué a Dene Olding.
Milstein es va casar dues vegades. Va morir d'un atac de cor a Londres el 21 de desembre de 1992, 23 dies abans del seu 89è aniversari.